# Пантеон Комитас
Пантеон Комитас (на арменски: Կոմիտասի անվան պանթեոն) е гробищен парк в Ереван, където са погребани видни културни, обществени и политически дейци.

## История
Районът е бил в средата на парка гробище „Млер“ и неговия параклис до 1930 г. Днес е запазена само част от варовиковата стена на гробището. През 30-те години на ХХ век с решение на изпълнителния комитет на градския съвет на Ереван гробището е затворено На място, в безлюден район, е създаден парк, където единият ъгъл, по инициатива на Агаси Ханджян, е превърнат в гробище на известни художници. Близо до парка се намира Държавната консерватория Комитас.
През 1936 г. тук е препогребано тялото на основоположника на арменската национална музикална школа Комитас, а гробището приема името Пантеон Комитас (Негова статуята е поставена в центъра на парка). През 1961 г. на гробището е дадено името – Пантеон на Арменската ССР.
През 1969 г. под егидата на Степан и Рузан Кюркчян са построени туфообразна, изваяна северна стена и ограда. По-голямата част от Пантеона е реновирана през 2005 г.

## Погребани в Пантеона
Има около 60 погребения в гробищния парк.

### Дейци в киното и театъра
- Ованес Абелян (1865 – 1936), театрален актьор. Народен артист на Арменската ССР (1932). Народен артист на Азербайджанската ССР (1932), герой на труда на Арменската ССР (1932)
- Хорен Абраамян (1930 – 2004), театрален и филмов актьор, режисьор. Народен артист на СССР (1980). Лауреат на Държавната награда на СССР (1981)
- Вардан Ахемян (1905 – 1977), актьор, театрален режисьор, педагог. Герой на социалистическия труд (1975). Народен артист на СССР (1965). Лауреат на Сталинската награда (1951)
- Арус Асрян (1904 – 1987), театрална и филмова актриса. Народен артист на СССР (1972)
- Вардухи Вардересян (1928 – 2015), театрална и филмова актриса. Народен артист на СССР (1988)
- Храчя Гапланян (1923 – 1988), актьор, театрален режисьор, педагог. Народен артист на СССР (1971). Лауреат на Държавната награда на СССР (1978)
- Степан Манукян (1901 – 1930), режисьор, сценарист
- Мхер Мкртчян (1930 – 1993), театрално-филмов актьор, театрален режисьор. Народен артист на СССР (1984). Лауреат на Държавната награда на СССР (1978)
- Храчя Нерсисян (1895 – 1961), театрален и филмов актьор. Народен артист на СССР (1956). Лауреат на Сталинската награда (1941)
- Сос Саркисян (1929 – 2013), театрален и филмов актьор, педагог. Народен артист на СССР (1985)[3]
- Вахрам Папазян (1888 – 1968), театрален и филмов актьор, театрален режисьор. Народен артист на СССР (1956)
- Сергей Параджанов (1924 – 1990), филмов режисьор и сценарист. Народен артист на Арменската ССР (1990). Народен артист на Украинската ССР (1990)

### Музиканти
- Александър Арутюнян (1920 – 2012), композитор, пианист, педагог. Народен артист на СССР (1970). Лауреат на Сталинската награда (1949)
- Гохар Гаспарян (1924 – 2007), оперен певец (лирико-колоратурен сопран), педагог. Герой на социалната работа (1984). Народен артист на СССР (1956). Лауреат на Сталинската награда (1951)
- Гегам Григорян (1951 – 2016), оперен певец (тенор). Народен артист на Арменската ССР (1985)
- Степан Демурян (1872 – 1934), диригент, композитор
- Охан Дурян (1922 – 2011), диригент-композитор. Народен артист на Арменската ССР (1967)
- Арам Хачатрян (1903 – 1978), композитор, диригент, педагог, обществено-музикален деец. Герой на социалната работа (1973). Народен артист на СССР (1954). Четири сталински награди (1941, 1943, 1946, 1950), Орден Ленин (1959) Лауреат на държавните награди на СССР (1971). Академик на Академията на науките на Арменската ССР (1963)
- Комитас (1869 – 1935), композитор, музиковед, колекционер на фолклор, певец и диригент на хора
- Офелия Амбарцумян (1925 – 2016), певица. Народен артист на СССР (1959)[4]
- Васил Горганян (1865 – 1934), музиковед. Заслужил деятел на изкуството на Арменската ССР (1934)
- Романос Меликян (1883 – 1935), композитор, публично-музикален деец, диригент-музикален педагог
- Спиридон Меликян (1880 – 1933), композитор, обществен и музикален деец, диригент. Заслужил деятел на изкуството на Арменската ССР (1933)
- Едуард Мирзоян (1921 – 2012), композитор, педагог, общественик. Народен артист на СССР (1981)
- Константин Орбелян (1928 – 2014), композитор, диригент, пианист. Народен артист на СССР (1979)

### Писатели и поети
- Петрос Дурян (1851 – 1872), поет
- Ваагн Давтян (1922 – 1996), поет. Почетен културен работник на Арменската ССР
- Степан Зорян (1889 – 1967), писател. Академик на Академията на науките на Арменската ССР (1965)
- Аветик Исаакян (1875 – 1959), поет, прозаик, публицист. Академик на Академията на науките на Арменската ССР (1943). Лауреат на Сталинската награда (1946)
- Серо Ханзадян (1915 – 1998), писател. Герой на социалната работа (1984). Почетен културен работник на Арменската ССР
- Атабек Хнкоян (1870 – 1935), писател, преводач
- Силва Капутикян (1919 – 2006), поет, писател и публицист. Академик на НАН РА (1996). Заслужил културен работник на Арменската ССР (1970). Заслужил работник на културата на Грузинската ССР (1980). Лауреат на Сталинската награда (1952)
- Ованес Ованесян (1864 – 1929), поет и преводач
- Ованес Шираз (1914 – 1984), поет, общественик
- Александър Ширванзаде (1858 – 1935), писател-драматург. Народен писател на Арменската ССР (1930)
- Хамо Сахян (1915 – 1993), поет
- Уилям Сароян (1908 – 1981), арменско-американски писател
- Хрант Матосян (1935 – 2002), писател, автор на романи, разкази и сценарии. Лауреат на Държавната награда на СССР (1984)
- Вахан Терян (1885 – 1920), поет и общественик
- Вртанес Папазян (1866 – 1920), писател, драматург
- Шушаник Кургинян (1876 – 1927), поетеса

### Художници и архитекти
- Вртанес Ахикян (1873 – 1936), художник. Заслужил културен работник на Арменската ССР (1935)
- Мариам Асламазян (1907 – 2006), художник. Народен артист на СССР (1990)
- Акоп Акопян (1923 – 2013), художник. Народен артист на Арменската ССР (1977). Лауреат на Държавната награда на СССР (1987). Член-кореспондент на Академията на науките на СССР (1988)
- Йегише Тадосян (1870 – 1936), художник. Заслужил културен работник на Арменската ССР (1936)
- Александър Таманян (1878 – 1936), архитект. Народен архитект на Арменската ССР (1926). Лауреат на Сталинската награда (1942)
- Торос Тораманян (1864 – 1934), архитект и археолог. Почетен учен на Арменската ССР (1933)
- Едуард Исабекян (1914 – 2007), художник. Народен артист на Арменската ССР
- Саргис Мурадян (1927 – 2007), художник. Народен артист на Арменската ССР (1977). Лауреат на Държавната награда на СССР (1976)
- Мартирос Сарян (1880 – 1972), художник-пейзажист, график и театрален художник. Герой на социалната работа (1965). Народен артист на СССР (1960). Редовен член на Академията на науките на СССР (1947). Академик на Академията на науките на Арменската ССР (1956). Орден Ленин (1965) Лауреат на Сталинска награда (1941)
- Джим Торосян (1926 – 2014), архитект, главен архитект на Ереван (1972 – 1982). Народен архитект на СССР (1988). Лауреат на Държавната награда на СССР (1977)

### Учени
- Йерванд Лалайян (1864 – 1931), археолог, етнограф
- Лео (Аракел Бабаханян) (1860 – 1932), историк, писател, публицист. Професор от Ереванския университет
- Цолак Ханзадян (1886 – 1935), литературен критик. Професор от Ереванския университет
- Акоб Манандян (1873 – 1952), историк. Академик на Академията на науките на СССР (1939). Почетен учен на Арменска ССР (1935)
- Тигран Мушегян (1986 – 1935), физиолог
- Саак Лисицян (1864 – 1934), инженер, професор в Ереванския университет

### Политици
- Григор Арзуманян (1919 – 1976), държавен и партиен деец. Председател на Министерския съвет на Арменска ССР (1972 – 1976)
- Карен Демирчян (1932 – 1999), държавно-партийна фигура. Първи секретар на Централния комитет на Комунистическата партия на Арменската ССР (1974 – 1988). Председател на Народното събрание на Република Армения (1999)[5]
- Андраник Маргарян (1951 – 2007), политически и държавен деец. Министър-председател на Република Армения (2000 – 2007)[6]

### Спортисти
- Юрий Варданян (1956 – 2018), световноизвестен щангист, олимпийски, световен и европейски шампион

## Галерия
- Петрос Дурян
- Едуард Исабекян
- Егише Тадевосян
- Гохар Гаспарян
- Григор Арзуманян
- Акоб Манандян
- Хамо Сахян
- Ованес Шираз
- Храчя Гапланян
- Храчя Нерсисян
- Хрант Матевосян
- Карен Демирчян
- Комитас
- Мариам Асламазян
- Мхер Мкртчян
- Вахрам Папазян
- Аветик Исаакян
- Вахан Терян
- Вардан Ахемян и Арус Асрян
- Уилям Сароян
- Силва Капутикян
- Охан Дурян
- Сергей Параджанян
- Серо Ханзадян
- Ваагн Давтян
- Хорен Абраамян
- Александър Ширванзаде
- Сос Саркисян
- Мартирос Сарян
- Офеля Хамбардзумян
- Константин Орбелян
- Гегам Григорян